# Galkacyo
Gaalkacyo (engelska: Galkayo) är en stad i centrala Somalia. Staden har två självstyrande regeringar; den ena kontrollerar den södra delen (del av Galmudug) och den andra norra (del av Puntland).
Den här staden styrs av Galmudug i södra delen av staden och Puntland i norr.